# ميخائيل إي. ستون
ميخائيل إي. ستون (بالعبرية: מיכאל סטון‏) (بالإنجليزية: Michael E. Stone)‏ هو مؤرخ وشاعر إسرائيلي وبريطاني، ولد في 22 أكتوبر 1938 في ليدز في المملكة المتحدة.

## وصلات خارجية
- الموقع الرسمي